# Special Saturn Award
Les Special Saturn Awards sont des récompenses cinématographiques décernées par l'Académie des films de science-fiction, fantastique et horreur (Academy of Science Fiction Fantasy & Horror Films), lors de la cérémonie des Saturn Awards.
La première remise eut lieu en 1975. Ces récompenses ne sont pas remises avec une périodicité fixe et sont hors compétition. Parmi celles qui ont eu ou ont toujours une certaine pérennité, on peut citer :
- Life Career Award (créé en 1975)
- George Pal Memorial Award (créé en 1980)
- Service Award (créé en 1981)
- President's Memorial Award (créé en 1982)
- Lifetime Achievement Award (créé en 1995)
- Producers Showcase Award (créé en 2003)
- Visionary Award (créé en 2004)

D'autres récompenses spéciales, mais ne portant pas le nom de Special Awards, sont aussi remises de manière plus ou moins régulière.

## Palmarès

### Special Award
- 1975 : George Pal, Charlton Heston, Gloria Swanson, Fay Wray, Don Fanzo et C. Dean Anderson
- 1977 : King Kong
- 1979 : Margaret Hamilton
- 1991 : Michael Biehn et Watson Garman
- 1992 : Ray Harryhausen
- 1995 : Richard Fleischer - pour l'ensemble de sa carrière
- 1996 : Castle Rock Entertainment
- 1997 : La Guerre des étoiles (Star Wars) - pour son vingtième anniversaire
- 1998 : Ni dieux ni démons (Gods and Monsters)
- 2001 : L'Ombre du vampire (Shadow of the Vampire)
- 2002 : Anchor Bay Entertainment
- 2003 : Bob Weinstein et Harvey Weinstein
- 2005 : Star Trek : La Nouvelle Génération (Star Trek: The Next Generation), Star Trek: Deep Space Nine (Star Trek: Deep Space Nine), Star Trek: Voyager (Star Trek: Voyager) et Star Trek: Enterprise (Star Trek: Enterprise)
- 2007 : Stephen Chiodo et Jim Strain

### Life Career Award
- 1976 : Fritz Lang
- 1977 : Samuel Z. Arkoff
- 1979 : Christopher Lee
- 1980 : Gene Roddenberry, William Shatner
- 1981 : John Agar
- 1982 : Ray Harryhausen
- 1983 : Martin B. Cohen
- 1986 : Vincent Price
- 1987 : Leonard Nimoy
- 1988 : Roger Corman
- 1990 : Ray Walston
- 1992 : Arnold Schwarzenegger
- 1993 : David Lynch
- 1994 : Whit Bissell, Steve Reeves
- 1995 : Joel Silver, Wes Craven
- 1996 : Edward R. Pressman, Albert R. Broccoli
- 1998 : James Karen, Michael Crichton
- 1999 : James Coburn, Nathan Juran
- 2000 : Dick Van Dyke, George Barris
- 2001 : Brian Grazer, Robert Englund
- 2002 : Drew Struzan, Stan Lee
- 2003 : Kurt Russell, Sid et Marty Krofft
- 2004 : Blake Edwards
- 2005 : Tom Rothman, Stephen J. Cannell
- 2008 : Robert Halmi Sr. et Robert Halmi Jr.
- 2009 : Lance Henriksen
- 2010 : Irvin Kershner
- 2011 : Bert I. Gordon et Michael Biehn
- 2012 : Frank Oz et James Remar
- 2013 : Jonathan Frakes
- 2014 : Malcolm McDowell

### President's Memorial Award
- 1982 : Bandits, bandits
- 1984 : Roger Corman
- 1985 : Jack Arnold
- 1986 : Woody Allen pour La Rose pourpre du Caire
- 1987 :
  - Joseph Stefano
  - Marshall Brickman pour The Manhattan Project
- 1988 : Mike Jittlov et Richard Kaye pour The Wizard of Speed and Time
- 1990 : Carrie Fisher
- 1991 : Batman
- 1992 : Robert Shaye
- 1993 : Gale Anne Hurd
- 1994 : Steven Spielberg
- 1996 : Bryan Singer, Robert Wise
- 1997 : Billy Bob Thornton
- 1998 : James Cameron
- 1999 : William Friedkin
- 2000 : Richard Donner
- 2001 : Dustin Lance Black pour My Life with Count Dracula
- 2002 : Sherry Lansing
- 2003 : James Cameron
- 2004 : Gale Anne Hurd
- 2016 : Haven

### Service Award
- 1993 : Alice La Deane
- 1994 : Mardi Rustam
- 1995 : Forrest J Ackerman
- 1997 : Edward Russell
- 1998 : Kevin Marcus, Bradley Marcus
- 1999 : David H. Shepard
- 2000 : Jeffrey Walker
- 2001 : Bob Burns
- 2005 : Bill Liebowitz
- 2007 : Kerry O'Quinn

### Lifetime Achievement Award
- 1995 : Sean Connery
- 1996 : Harrison Ford
- 1997 : Dino De Laurentiis, Sylvester Stallone, John Frankenheimer
- 2004 : John Williams
- 2009 : Leonard Nimoy
- 2013 : William Friedkin
- 2016 : Nichelle Nichols

### Producers Showcase Award
- 2010 : Lauren Shuler Donner

### Visionary Award
- 2009 : Jeffrey Katzenberg
- 2010 : James Cameron
- 2011 : Kevin Feige
- 2013 : Richard Matheson

### Autres récompenses

#### Outstanding Film Award
- 1976 : Les Dents de la mer
- 1981 : Harlequin
- 1982 : La Guerre du feu

#### Executive Achievement Award
- 1977 : Gene Roddenberry
- 1981 : Charles Couch
- 1982 : Hans J. Salter

#### Golden Scroll of Merit
- 1979 : Stanley Chase pour Le Cerveau d'acier
- 1982 : Bo Svenson pour À la limite du cauchemar

#### Hall of Fame
- 1980 : The Rocky Horror Picture Show

#### Most Popular International Performer
- 1980 : Roger Moore

#### Outstanding Achievement of the Academy
- 1980 : Robert V. Michelucci

#### Best New Star Award
- 1981 : Sam J. Jones

#### Posthumous Award(récompense posthume)
- 1983 : Buster Crabbe
- 1994 : Alfred Hitchcock
- 1995 : Will Rogers

#### Silver Scroll Outstanding Achievement
- 1988 : Gary Goddard pour Les Maîtres de l'univers

#### Golden Scroll of Merit for Outstanding Achievement
- 1995 : Paul Bunnell pour That Little Monster

#### Filmmaker's Showcase Award
- 2002 : Richard Kelly pour Donnie Darko
- 2003 : Bill Paxton
- 2005 : Kerry Conran
- 2006 : Shane Black
- 2007 : James Gunn
- 2008 : Matt Reeves
- 2012 : Drew Goddard

#### Rising Star Award
- 2006 : Brandon Routh
- 2007 : Matt Dallas

#### Milestone Award
- 2012 : Les Simpson

#### Innovator Award
- 2012 : Robert Kirkman

#### Appreciation Award
- 2012 : Jeffrey Ross

#### Dan Curtis Legacy Award
- 2013 : Vince Gilligan
- 2014 : Bryan Fuller